# Kenny Rogers
Kenneth Ray Donald Rogers (ur. 21 sierpnia 1938 w Houston, zm. 20 marca 2020 w Sandy Springs) – amerykański aktor, piosenkarz, kompozytor, autor tekstów piosenek, a także fotograf krajobrazów. W 2013 został wprowadzony do Alei Sław Muzyki Country. Laureat trzech nagród Grammy – w 1977, 1979 i 1987. Debiutował w połowie lat 50. XX wieku. W drugiej połowie lat 60. zdobył popularność jako wykonawca i autor piosenek country. Światową sławę zdobył w połowie lat 70. lansując m.in. przebój „Lucille”. Jego najbardziej znane utwory to: „Lady”, „Ruby Don’t Take Your Love To Town”, „The Asembler”, „She Believes In Me”, „Islands In The Stream”, „We’ve Got Tonight”, „Buy Me A Rose”, „Morning Desire”, „The Vows Go Unbroken”, „Buried Treasure”, „Crazy”, „What About Me”, „Twenty Years Ago”, „Make No Mistake, She’s Mine”, „Tomb Of The Unknown Love”, „I Prefer The Moonlight”, „Love Is Strange”, „The Gambler” i „Daytime Friends”. W 1977 opublikował swoje wspomnienia zatytułowane Making It with Music. Zagrał kilka ról filmowych. W 1985 wziął udział, razem z artystami Stanów Zjednoczonych, w nagraniu piosenki „We Are the World” skomponowanej przez Michaela Jacksona i Lionela Richiego, by w ramach akcji USA for Africa zebrać fundusze na walkę z głodem w Etiopii, spowodowanym suszą w latach 1984/1985. W 2007 w Wielkiej Brytanii jego utwór „The Gambler” (nagrany w 1978) stał się nieoficjalnym hymnem angielskiej drużyny rugby podczas Pucharu świata w rugby union mężczyzn. Ostatni raz wystąpił w październiku 2017 w Nashville.

## Życiorys

### Wczesne lata
Urodził się i dorastał w Houston w Teksasie jako czwarte z ośmiorga dzieci Lucille Lois (z domu Hester; 1910–1991), asystentki pielęgniarki, i Edwarda Floyda Rogers (1904–1975), stolarza. Miał czterech braci – Lelana, Roya, Billy’ego i Randy’ego oraz trzy siostry – Geraldine, Barbarę i Sandy. Uczęszczał do Wharton Dual Language Academy. Po ukończeniu Jefferson Davis High School, w 1959 krótko studiował na Uniwersytecie Teksańskim.

### Kariera
W 1956, gdy był w szkole średniej, założył swój pierwszy zespół, The Scholars. Wykonał swój pierwszy solowy singiel „That Crazy Feeling” (1957), w telewizyjnym programie muzycznym American Bandstand. W 1958 został zatrudniony w małej lokalnej wytwórni Carlton Records. W 1966 dołączył do grupy folkowej The New Christy Minstrels. Rogers i jego koledzy, Mike Settle, Terry Williams i Thelma Camacho, opuścili grupę. W 1967 stworzyli własny zespół, The First Edition (później przemianowany na Kenny Rogers and the First Edition). Znalazł się w centrum uwagi i zmienił wkrótce nazwę na Kenny Rogers i The First Edition. Zespół, który grał muzykę country, pop i psychodeliczną, miał kilka hitów, w tym „Just Dropped In (To See What Condition My Condition Was In)”, „Ruby, Don't Take Your Love to Town”, „Reuben James” i „Something’s Burning”. Zespół był także gospodarzem programu Rollin ’on the River (1971–1973), który odbył się na zestawie łodzi rzecznych w Missisipi i gościł takich muzyków jak Kris Kristofferson, B.B. King, Al Green, aktor Jason Robards oraz komicy Cheech & Chong.
Pod koniec lat 70. nagrał swój pierwszy hit – balladę „Lucille”, która zdobyła nagrodę Grammy za najlepszy męski występ wokalny w kraju (1977). „Lucille” została nazwana piosenką roku i singlem roku przez Academy of Country Music oraz singlem roku przez Country Music Association, a także wspięła się na listy przebojów muzyki pop. W 1978 wydał swój album The Gambler, którego tytułowa piosenka przyniosła mu kolejną nagrodę Grammy za najlepszy męski występ wokalny. Podobnie jak wiele jego hitów z lat 70., „The Gambler” pojawił się na listach przebojów muzyki pop, a także na listach przebojów muzyki country. Powstał także przekształcony z treści piosenki film telewizyjny CBS Hazardzista (Kenny Rogers as The Gambler, 1980) z udziałem Rogersa, który grał postać Brady’ego Hawkesa, eksperta w hazardzistę uczącego młodego pokerzystę (Bruce Boxleitner) sztuczek związanych z handlem. Film miał cztery kontynuacje (1983, 1987, 1991, 1994). Rogers wystąpił też w telewizyjnym komediowym westernie muzycznym NBC Saga of Sonora (1973) jako Balladeer u boku Vince’a Edwardsa, dramacie telewizyjnym NBC Śmierć Sammy (The Dream Makers, 1975) w roli Earla z Jamesem Franciscusem, komediodramacie Daniela Petrie Paczka sześciu (1982) jako kierowca samochodu wyścigowego Brewster Baker. W 1987 był nominowany do Złotego Globu za najlepszą piosenkę – „They Don’t Make Them Like They Used To” w komedii sensacyjnej Jeffa Kanewa Twardziele (Tough Guys, 1986). W telewizyjnym filmie obyczajowym NBC Dom na gwiazdkę (Christmas in America, 1990) wystąpił w głównej roli Franka Morgana oraz komedii sensacyjnej Longshot (2001) jako pilot z Hunter Tylo, a także gościnnie grał w serialach – Doktor Quinn (1994) jako Daniel Watkins, Dotyk anioła (2000) jako Denny Blye i Jak poznałem waszą matkę (2009) w roli narratora.
Współpracował z wieloma innymi piosenkarzami country, w szczególności z Dottie West przy „Every Time Two Fools Collide” (1978), „All I Ever Need Is You You” (1979) oraz „What Are We Doin’ in Love” (1981) i Dolly Parton w przeboju numer jeden „Islands in the Stream” (1983). Po raz kolejny współpracował z Partonem przy duecie tytułowej piosenki na albumie Can Cantt Make Old Friends (2013). Nagrał także utwory z muzykami pop takimi jak Kim Carnes („Don’t Fall in Love with a Dreamer”, 1980) i Sheena Easton („We’ve Got Tonight”, 1983) i Ronnie Milsap przy piosence „Make No Mistake, She’s Mine” (1987), która była na szczycie list przebojów muzyki country.
W latach 90. nadal regularnie nagrywał i wydawał albumy, prawie co roku. W 1998 założył własną wytwórnię Dreamcatcher Entertainment, która wydała albumy w następnej dekadzie. W 2011 Rogers nagrał album gospel, The Love of God, ponownie wydany w 2012 jako Amazing Grace.
W 1978 był współautorem książki samopomocy Making It with Music: Kenny Rogers’ Guide to the Business Business z Lenem Epandem. Opublikował także autobiografię Luck or Something Like It – A Memoir (2012). W 2013 otrzymał nagrodę Willie Nelson Lifetime Achievement Award od Country Music Association i został wprowadzony do Alei Sław Muzyki Country. Rogers rozpoczął pożegnalną światową trasę koncertową w 2016, którą zamierzał zakończyć koncertem finałowym w sierpniu 2018, ale zły stan zdrowia zmusił go do skrócenia trasy w kwietniu.
W 2017 w San Antonio otrzymał Texas Medal of Arts Award.

## Życie prywatne
Był pięciokrotnie żonaty: od 15 maja 1958 do kwietnia 1960 z Janice Gordon, z którą miał córkę Carole Lynne (ur. 1958), w latach 1960–1963 z Jean, od października 1964 do 1976 z Margo Anderson, z którą miał syna Kennetha Raya Jr., oraz od 1 października 1977 do 1993 z Marianne Gordon, z którą miał syna Christophera Cody (ur. 1982). 1 czerwca 1997 po raz piąty ożenił się z Wandą Miller, z którą miał bliźnięta – Justina Charlesa i Jordana Edwarda (ur. 6 lipca 2004).

### Soundtrack
Wykonywane przez niego utwory (kompozycje) zostały wykorzystane w 144 produkcjach filmowych i telewizyjnych:

#### Filmy kinowe
- Ostatni wojownik (1970) – utwór If Nobody Loves
- Fools (1970) – 2 utwory: A Poem I Wrote for Your Hair; Someone Who Cares
- Trackdown (1976) – Runaway Girl
- Konwój (1978) – Lucille
- Nocne skrzydła (1979) – Lucille
- Miejski kowboj (1980) – Love The World Away
- Paczka sześciu (1982) – Love Will Turn You Around
- Bagets (1984) – You and I
- Twardziele (1986) – They Don't Make Them Like They Used To
- Światłość dnia (1987) – The Pride Is Back
- Big Lebowski (1998) – Just Dropped In (To See What Condition My Condition Was In)
- Obietnica (2001) – Through the Years
- Anita i ja (2002) – Ruby Don't Take Your Love To Town (jako Baby Don't Take Your Love To Town)
- W pogoni za zemstą (2010) – Just Dropped In (To See What Condition My Condition Was In)
- Prowincjuszka (2011) – Island in the Stream
- Witaj w klubie (2013) – Ruby, Don't Take Your Love to Town
- Legenda telewizji 2: Kontynuacja (2013) – Lady
- Fúsi (2015) – Island in the Stream
- No Escape (2015) – 2 utwory: Ruby, Don't Take Your Love to Town; Don't Fall in Love with a Dreamer
- Sieranevada (2016) – Lucille
- Polar (2019) – Island in the Stream
- Richard Jewell (2019) – The Gambler
- Pies (2022) -The Gambler

#### Filmy telewizyjne
- Rio das Mortes (1971) – Ruby, Don't Take Your Love to Town
- Kenny Rogers as The Gambler (1980) – The Gambler
- Coward of the County (1981) – Coward of the County
- Kenny Rogers as The Gambler: The Adventure Continues (1983) – The Gambler
- Shades of Love: Make Mine Chartreuse (1987) – We've Got Tonight
- DTV 'Doggone' Valentine (1987) – Lady
- Christmas in America (1990) – Christmas in America
- I'll Be Home for Christmas (1997) – I'll Be Home for Christmas
- Kenny Rogers: The First 50 Years (2011) – 6 utworów: Through The Years; Islands In The Stream; Don't Fall In Love With A Dreamer; We've Got Tonight; Lady; The Gambler
- Backstory: Kenny Rogers (2012) – Islands In The Stream
- Backstory: Dolly Parton (2014) – Islands In The Stream